# Michal Petráš
Michal Petráš (ur. 5 grudnia 1996 w Humennem) – słowacki siatkarz, grający na pozycji przyjmującego, reprezentant Słowacji. Od sezonu 2020/2021 występuje w drużynie VK Slávia Svidník.

## Sukcesy klubowe
Mistrzostwo Austrii:
- 2018
- 2017

Mistrzostwa MEVZA:
- 2018

Superpuchar Niemiec:
- 2018

Puchar Niemiec:
- 2019

Mistrzostwo Niemiec:
- 2019